# Heizei
Keizer Heizei (平城天皇, Heizei-tennō, 774-824), of Heijō-tennō, was de 51e keizer van Japan volgens de traditionele volgorde. Hij regeerde van 806 tot 809.

## Genealogie
Voordat hij keizer werd, was Heizei’s persoonlijke naam (imina) Ate-shinnō (Yasudo).
Heizei was de oudste zoon van keizer Kammu en diens keizerin Fujiwara no Otomuro, die zelf een dochter was van nadaijin Fujiwara Yoshitsugu.
Heizei had drie keizerinnen en kreeg met hen zeven kinderen.

## Leven
Heizei dreigde aanvankelijk zijn titel als kroonprins kwijt te raken toen hij een schandaal veroorzaakte met Fujiwara no Kusuko, de moeder van een van zijn hofdames. Hij behield zijn titel echter, en volgde daarom zijn vader op na diens dood in 806.
De keizerlijke naam van Heizei was afgeleid van de naam van de hoofdstad in Nara; eizei Kyō. Heizei werd ook wel Nara no Mikado, de keizer van Nara, genoemd.
Heizei wees Sakanoue no Tamuramaro (758-811) aan om een militaire expeditie te leiden tegen de Emishi. Tijdens de regeerperiode van Heizei werd Tamuramaro ook benoemd tot commandant van de keizerlijke lijfwacht.
In het vierde jaar van zijn regeerperiode werd Heizei zwaar ziek. Uit angst dat hij deze ziekte niet zou overleven, deed hij troonsafstand ten gunste van zijn jongere broer, keizer Saga. Heizei genas echter. Nadien vertrok hij naar Nara, met het plan deze stad weer tot hoofdstad te maken. Saga zag niks in dit plan en probeerde de macht van zijn broer in te dammen. In 810 ondernam Heizei daarom een opstand tegen Saga, geholpen door Kusuko. Dit mislukte, waarna Kusuko zelfmoord pleegde en Heizei een boeddhistische monnik werd.
Meer dan 10 jaar na zijn troonsafstand stierf Heizei op 51-jarige leeftijd. De periode dat hij als keizer regeerde staat tegenwoordig bekend als de Daidō-periode (806-810).
* Regent Jingu staat niet op de traditionele lijst.